# 蔡睿

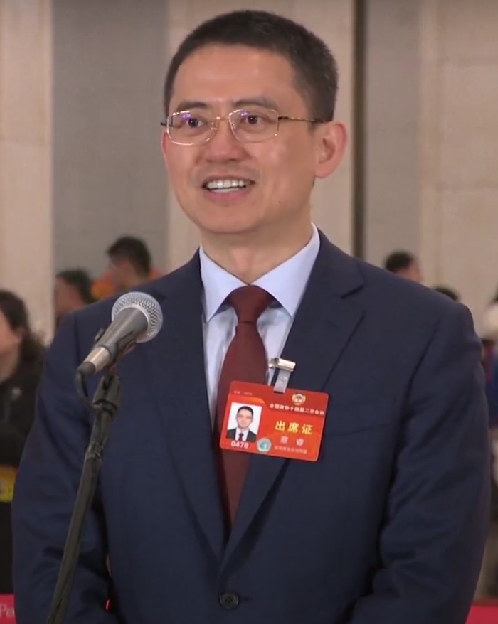
蔡睿（2024年3月）

蔡睿（1976年10月—），男，汉族，台湾台中人，生于江苏镇江，中华人民共和国政治人物。现任中国科学院大连化学物理研究所副所长、中国科学院青岛生物能源与过程研究所副所长，研究员。第十四届全国政协委员。